# Teiú-vermelho
O teiú-vermelho (Salvator rufescens) é um lagarto nativo do oeste da Argentina, Bolívia e Paraguai. É vendido em lojas de animais de estimação em todo o mundo por causa da sua natureza relativamente dócil e porque é relativamente fácil de manter.

## Hábitos e habitat
Na natureza, os teiús-vermelhos são diurnos e terrestres. Vivendo no clima temperado da Argentina, eles hibernam no inverno, enterrando-se e permanecendo em grande parte adormecidos durante os períodos mais frios, em algumas áreas por até sete meses. Eles também se enterram por hábito em outras épocas do ano. No ecótono entre o Chaco árido e o Espinal da Argentina central, eles se hibridizam naturalmente com o teiú-gigante (Salvator merianae) com uma zona híbrida estável.

### Crescimento
O teiú-vermelho cresce rapidamente, normalmente atingindo a maturidade em dois a três anos. Não é incomum que os jovens bem alimentados apresentem surtos de crescimento de mais de 2,5 centímetros por semana.

### Dieta
O teiú-vermelho é um alimentador muito oportunista. Os espécimes selvagens comem uma variedade de matéria vegetal e animal: frutas, vegetais, insetos, roedores, pássaros e peixes. Os teiús-vermelhos criados em cativeiro costumam ser mais exigentes, especialmente quando são jovens, e podem preferir uma dieta composta principalmente de carne.
Por serem omnívoros, os teiús-vermelhos comem uma grande variedade de alimentos, com foco na proteína animal, incluindo roedores de pequeno a médio porte, pássaros, muitos insetos e qualquer animal morto que eles possam eliminar.

## Aparência

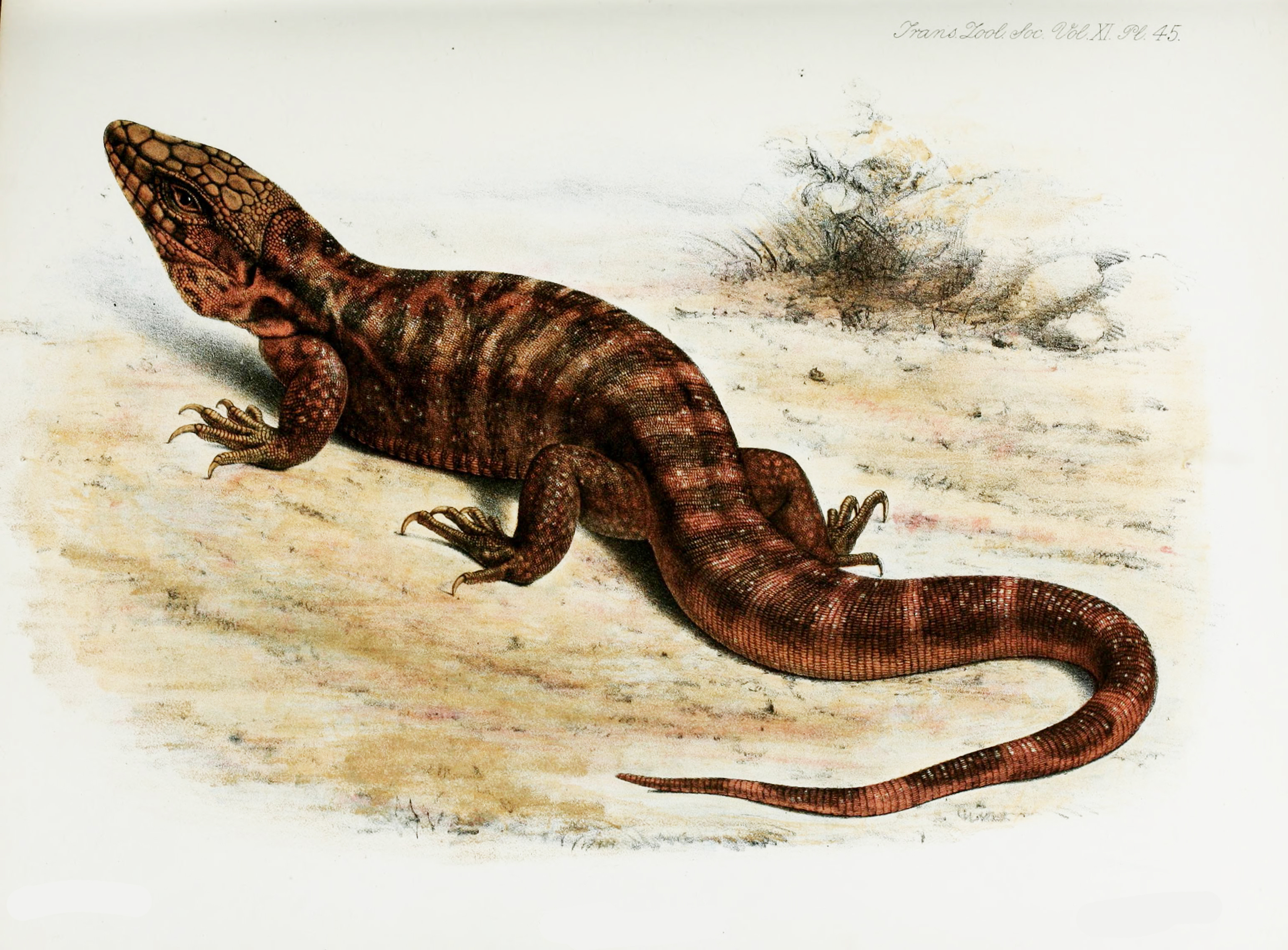

Em filhotes, a maioria dos teiús-vermelhos exibem pouca ou nenhuma coloração vermelha. Eles são tipicamente verde-acastanhados com faixas pretas em sua largura e várias listras brancas quebradas em seu comprimento. Eles desenvolvem coloração vermelha à medida que amadurecem. Os machos geralmente são mais brilhantes do que as fêmeas. As fêmeas adultas podem chegar a 91 centímetros de comprimento. Os machos são significativamente maiores, chegando até 1 metro e 40 centímetros e desenvolvem papadas grandes.

Um teiú macho pré-adulto a beber água de uma travessa para gatos dentro de uma casa.

## Cativeiro
Estes répteis são comuns nas lojas de animais de estimação. Eles podem ser treinados com "clickers" e são conhecidos por seguirem os seus donos pela casa como se fosse um cão. O MacGyver the Lizard é um famoso canal do YouTube focado em um teiú-vermelho.